# Moqua Caves
Moqua Caves – jaskinie znajdujące się na wyspiarskim państwie Nauru. Położone są w dystrykcie Yaren, w pobliżu jeziora Moqua Well.